# Cepió (músic)
Cepió (grec antic: Κηπίων, Kēpíōn) fou un músic de l'antiga Grècia deixeble i rival de Terpandre, amb qui col·laborà en la modificació de la lira, de la qual augmentà les cordes fins a set, en comptes de les quatre que havia tingut fins llavors. És conegut gràcies al que en diu Plutarc en el seu Diàleg sobre la música: sembla que fou un compositor hàbil inspirat; tant, que va donar nom a un gènere de composició per a flauta que figurava entre els set aires populars que es tocaven a Grècia en el seu temps.